# Kyowa Kirin
Kyowa Kirin — японская фармацевтическая компания, дочерняя структура пивоваренной группы Kirin Holdings (ей принадлежит 53,4 % акций).
.

## История
Компания образовалась в 2008 году слиянием Kyowa Hakko Kogyo и Kirin Pharma Company.
Пивоваренная компания Kirin Brewery была создана в 1907 году. В 1984 году она создала совместное предприятие с американской компанией Amgen по исследованию эритропоэтина. В 1988 году компания участвовала с создании Института иммунологии в Ла-Холье (La Jolla Institute for Immunology).
Kyowa Hakko Kogyo возникла в 1949 году как филиал компании Kyowa Sangyo. В 1951 году Kyowa Hakko Kogyo начала производство антибиотика стрептомицин по технологии компании Merck & Co. В 1956 году компанией был получен противоопухолевой антибиотик митомицин C.
После слияния в 2008 году компания сделала два приобретения в Великобритании, ProStrakan Group в 2011 году и Archimedes Pharma в 2014 году.

## Деятельность
Компания производит диагностические реагенты и лекарства для таких заболеваний, как почечная анемия, лейкемия и другие виды рака, аллергии и гипертония.
Продукция производится на 3 фабриках, две из них находятся в Японии (Такасаки и Убе) и одна в Китае. Научно-исследовательские лаборатории имеются в Японии, США, Великобритании, Китае и Южной Корее.
Географическое распределение выручки:
- Япония — 52 %;
- остальная Азия — 10 %;
- Америка — 22 %;
- Европа — 15 %.